# Enigma (videojuego)

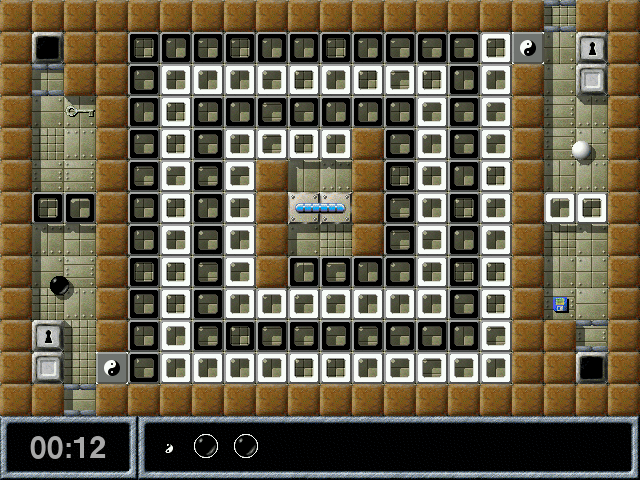
Una pantalla de Enigma.

Enigma es un videojuego de puzzle inspirado en Oxyd. Es software libre (licencia GPL) y está disponible para multitud de sistemas UNIX, como Mac OS X y Linux (está incluido en la mayoría de distribuciones Linux) y también Windows.
Una canica debe moverse por el escenario y ha de golpear unos bloques para emparejar los del mismo tipo.
Hay muchos objetos distribuidos por cada pantalla, pero no se dan explicaciones sobre qué hacen o para qué sirven, y es el jugador quien tiene que descubrirlo. En algunos niveles se manejan varias canicas a la vez.

## Niveles
Los escenarios se crean mediante pequeños programas en lenguaje Lua. También existe editor de niveles. Además, Enigma puede funcionar con la mayoría de niveles de los juegos Oxyd originales.
Se incluyen 332 niveles originales, además de 11 que sirven como tutorial, 149 copiados de Sokoban, 120 adaptados desde Oxyd, y 91 basados en Esprit (sucesor de Oxyd).
703 niveles en total.
Aún no permite el modo cooperativo (con dos jugadores) del Oxyd original, pero se puede jugar a todos estos niveles en modo de un solo jugador.

## El otro juego llamado Enigma
Existe también otro juego de rompecabezas para UNIX llamado Enigma, que no está relacionado con el que se ha explicado. Es de 2002 y es en modo texto; consiste en empujar bloques por la pantalla y evitar bombas y bloques que caen.